# Gets Me Through
Gets Me Through est un single d'Ozzy Osbourne.

## Titres

### Version Européenne
1. Gets Me Through [edit] (4:09)
2. No Place For Angels (3:24)
3. Alive (4:54)

### Version Britannique
1. Gets Me Through [edit] (4:09)
2. No Place For Angels (3:24)

### Version Américaine
1. Gets Me Through [edit]
2. Gets Me Through